# Metallurgica Bresciana già Tempini
A Metallurgica Bresciana già Tempini, mais formalmente Società Metallurgica Bresciana già Tempini, foi um dos principais fabricantes de armas militares na Itália no início do século XX.

## Histórico
A Metalúrgica Bresciana già Tempini, foi criada na cidade de Brescia em 1884. Fornecia, no seu início, para a "Regio Esercito" e a "Regia Marina" todos os tipos de |munições e projéteis militares de diferentes calibres. Dirigida por Giovanni Tempini e presidida pelo berlinense Isidoro Loewe e, o crescimento da empresa, se deveu em grande parte às patentes alemãs. Sua história é rica em reviravoltas e sucessos de todos os tipos. Empresa privada de fabricação de armas e munições, conhecia todas as consequências dos conflitos armados e suas consequências.
A Metalúrgica Bresciana già Tempini produziu suprimentos significativos de balas e cartuchos de vários calibres para o Exército e a Marinha, tendo entre seus objetivos sociais "a produção e comercialização de materiais e objetos metalúrgicos, armas, munições de guerra e artigos relacionados", que já em 1888, empregava 500 pessoas.
No início da Primeira Guerra Mundial, a Bresciana Tempini passou de 350 funcionários em 1915 para 6.000 funcionários na primavera de 1916, para 8.684 empregados em outubro de 1918 (1.608 militarizados, 1.803 exonerados, 2.563 civis e 2.710 mulheres). Os catálogos da empresa - que trazem a inscrição em latim de Vegezio "Si vis pace para bellum" em uma fita que passa entre uma fileira de cartuchos de canhão - indicam a presença de uma "Seção de Armas" para a construção de metralhadoras Fiat, além de de "estojos de qualquer calibre". Ao lado, a secção "Fundições e laminadores" para o processamento de tubos de cobre, latão e alumínio, o departamento "Fios e cordões de cobre eletrolítico" para bondes, telefones, linhas telegráficas e condutores elétricos.
Em 1917, foram instaladas máquinas para a produção de granadas 75, 76/40 e 152 mm. No final do conflito, a reorganização dos departamentos da empresa foi responsável pela diversificação da produção. Na verdade, o departamento "caricatori" (795 funcionários, dos quais 455 mulheres), o departamento "spolette" (1.058 funcionários, 632 mulheres), três departamentos "granate" designados com as três primeiras letras do alfabeto estavam ativos, por um total de 1.218 funcionários (155 mulheres), departamento de "bossoli Chiesa" com 824 funcionários (420 mulheres), departamento de "bossoli Gheda" (715 funcionários, 210 mulheres), departamento "montaggio" (432 funcionários, 27 mulheres), departamento "mitragliatrici" (1.114 funcionários, 250 mulheres), departamento de "collaudo mitragliatrici" (270 funcionários, 74 mulheres). E, mais uma vez, para apoiar o trabalho, o departamento de "falegnameria" (170 empregados com 53 mulheres), o departamento de "tempera" com 202 empregados incluindo 41 mulheres, o departamento de "fucine" com 86 empregados, dos quais 4 mulheres como trabalhadoras não qualificadas, o departamento de pesados "presse" com 615 funcionários incluindo 96 mulheres e o departamento de "ramai" com mais 122 funcionários.
A Metalúrgica Bresciana respondeu ao esforço produtivo exigido pela guerra: uma prontidão que consistia no fato de continuar a construir as mesmas armas que já havia feito em grande número nos anos anteriores. Em segundo lugar, como sublinharam algumas brochuras promocionais de 1914: "as oficinas da Metalúrgica Bresciana anteriormente Tempini localizam-se a uma curta distância da estação ferroviária, com a qual estão ligadas por via própria, chegando assim a estarem próximos, e conectados com a grande linha ferroviária Veneza-Milão-Turim, enquanto não faltavam máquinas especiais para ensaios mecânicos de metais e um gabinete químico e metalográfico bem equipado".
Assim, a FIAT enviou pedidos à Metalúrgica entre 1915 e 1918 de 37.300 metralhadoras "Fiat-Revelli Mod. 1914", ou seja, todas as metralhadoras construídas na Itália naqueles anos. Brescia tornou-se sua capital, tanto que em março de 1916 foi inaugurada na cidade, no atual instituto Pavoni, a única escola italiana de treinamento de atiradores especializados em metralhadoras a serem enviados ao front.
O local de produção era naturalmente bem conhecido dos inimigos, com os quais não faltou uma relação estreita até algumas semanas antes. Não é por acaso, portanto, que a fábrica tenha sido alvo do primeiro bombardeio aéreo da história de Brescia. Às seis da manhã de 25 de agosto de 1915, um avião austríaco sobrevoa a fábrica, jogando algumas bombas sobre a empresa, causando seis mortes e inúmeros feridos entre os trabalhadores.
Com o fim das hostilidades, começam as dificuldades para a fábrica. No curto espaço de dois meses, 5.000 funcionários foram desligados.
Durante os anos entre guerras, os orçamentos dos exércitos de todos os países que participaram do conflito foram drenados. As fábricas de armas sobreviventes e ainda em operação estavam ociosas e com vários graus de dificuldade.
Em 1935, a Metalúrgica Bresciana già Tempini foi adquirida e integrada no grupo italiano SMI - "Società Metallurgica Italiana", criado em 1886.